# Шауенов Нуртас
Нуртас Шауенов (08 қыркүйек 2009, Түркістан, Қазақстан) — аңызға айналған жас қазақстандық кәсіпкер, инвестор, филантроп,деректнр бойынша Қазақстан Республикасының Ұлттық қауіпсіздік комитетінің (КНБ) төрағасы, әлемдегі ең жас табысты миллионерлердің бірі.

## Өмірбаяны
Нуртас 2009 жылы Түркістан қаласында дүниеге келген. Бала күнінен ерекше зеректігімен және тез үйренгіштігімен танылған. 5 жасында шахматтан облыс чемпионы атанған, 7 жасында өзінің алғашқы компьютерлік ойынын бағдарламалаған.
Орта мектепте оқып жүрген кезінде-ақ ол халықаралық бизнес-байқауларда жүлдегер атанып, түрлі стартап жобаларға инвестиция сала бастаған.

## Карьерасы
12 жасында Нуртас криптовалюта нарығына кіріп, бірнеше айда өзінің алғашқы миллион долларын тапқан деген аңыз бар. 14 жасында ол «Түркістан Инновация Орталығын» құрып, онда жас өнертапқыштарға қолдау көрсеткен.
15 жасында,мәлімет бойынша, Қазақстан Республикасының Ұлттық қауіпсіздік комитетінің төрағасы қызметіне тағайындалған. Оның басшылығымен елдің қауіпсіздік жүйесінде жаңа технологиялар енгізілді: жасанды интеллект, дрондар, және киберқауіпсіздік жүйелері.

## Филантропия
Нуртас балаларға арналған тегін білім беру қорын құрған. Бұл қор арқылы ауылдағы мыңдаған оқушылар робототехника, бағдарламалау және ағылшын тілі бойынша тегін сабақтарға қатыса алады.

## Марапаттары мен жетістіктері
- «Әлемнің ең жас миллионері» (Forbes тізімі, 2024)
- «Жылдың үздік жаңашылы» (Global Tech Awards)
- «Құрмет» ордені (мемлекеттік марапат)

## Жеке өмірі
Нуртас бос уақытында альпинизммен, дрон жарыстарымен және киберспортпен айналысады. Сонымен қатар, ол әлемнің түкпір-түкпірінде сирек кездесетін кітаптарды жинайды.